# Уануко (регион)
Уануко (исп. Huánuco) — регион в центральной части Перу. Административный центр — город Уануко. Площадь составляет 36 938 км², население — 721 тысяча человек. Экономическая специализация — выращивание и производство кофе, чая, кукурузы, картофеля, апельсинов, маниоки, пшеницы, коки, а также животноводство, заготовка древесины, добыча свинца, цинка, серебра и меди.

## География
Большая часть региона — Анды и их восточные, амазонские склоны, опускающиеся к перуанской сельве (см. Экологические регионы Перу). На крайнем западе протягивается высочайшая кордильера Анд, ее высота достигает 6000 метров — это самая высокая часть региона. Далее на восток она сменяется сильно расчлененной горной территорией, испещренной каньонами и горными долинами. Растительность здесь — влажные пуны, постепенно сменяющиеся высокогорными тропическими лесами. Восток региона покрыт слабоосвоенными влажными тропическими лесами. Основные реки включают Мараньон, Пачитея и Уальяга.
Климат региона неоднородный: на западе сухой и прохладный, а на востоке — влажный тропический, с общим количеством осадков около 3000 мм в год и среднегодовой температурой около 25 °C, без заметной суточной и годовой амплитуды. В горных долинах среднегодовая температура — 19 °C. 

## Население
Население — 721 047 человек (перепись 2017). Большая часть населения проживает в центральной полосе между высокогорными Андами и тропическими лесами, в межгорных долинах, а также в городе Уануко и его окрестностях. Плотность населения — 19,57 чел./км². В последние годы отмечается естественная убыль населения (-0,55 %), в некоторых районах численность населения сократилась более чем в 2 раза. Городское население составляет 52,1 %. Доля мужчин: 50,5 %; женщин: 49,5 %. Уровень грамотности — 83 %. Национальный состав: метисы — 46,8 %, кечуа — 45 %. Конфессиональный состав: католики — 68 %, протестанты — 26,4 %.

## Достопримечательности
- Город Уануко — 200-тысячный город в уютной межгорной долине
- Археологический объект Уанукопампа
- Гора Ла-Белла-Дурмьенте в окрестностях города Тинго-Мария. Название горы в переводе с испанского означает "Спящая красавица", потому как имеет форму лежащей женщины
- Пещера Куэва-де-лас-Лечусас (исп. Cueva de las Lechuzas) близ города Тинго-Мария. Обе достопримечательности входят в состав национального парка Тинго-Мария
- Томайкичуа (исп. Tomayquichua) — небольшой живописный городок, место рождения Периколы. Здесь же находится дом известного перуанского писателя Энрике Лопеса Альбухара
- Котош — археологический объект культуры Чавин, а также туристический центр с подвесными мостами, кемпингом и "магнитным центром"
- Термальные источники Конок и Турипампа
- Папоротники и орхидеи Виньявайна (исп. wiñaywayna) ("вечно молодые" на языке кечуа) в Пасо-де-Карпиш (исп. Paso de Carpish)
- Живописные пейзажи высокогорной провинции Лаурикоча
- Кордильера-Уайуаш — горный хребет, включающий самые высокие горы Перу

Туризм в регионе только начинает развиваться, поэтому многие достопримечательности еще неизвестны туристам, например археологический объект Кильяруми, озеро Винья-дель-Рио, горы Марабамба и Пилько-Мосо, пещера Лечуса-Мачай, водопад Янано и другие.

## Галерея

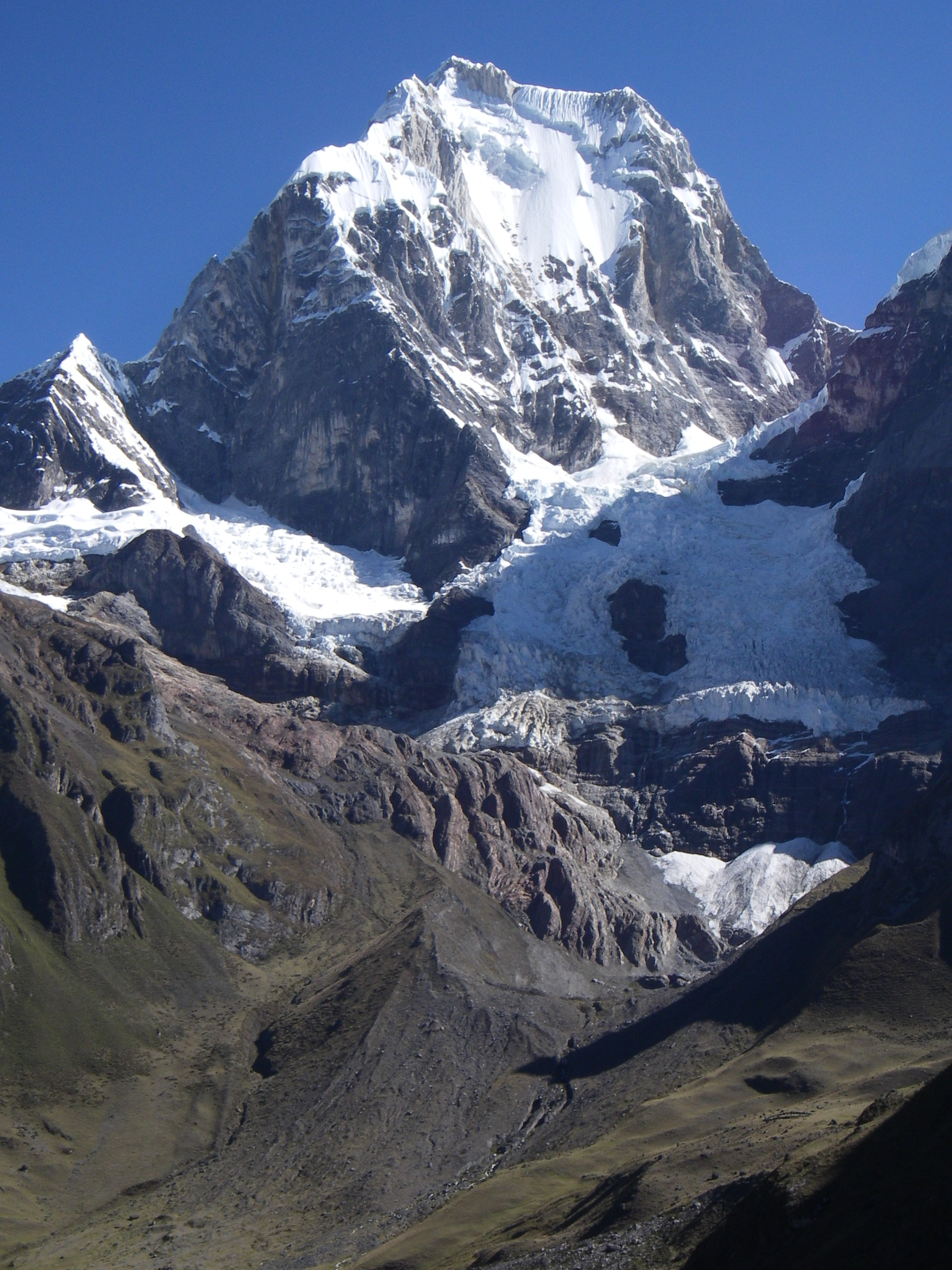
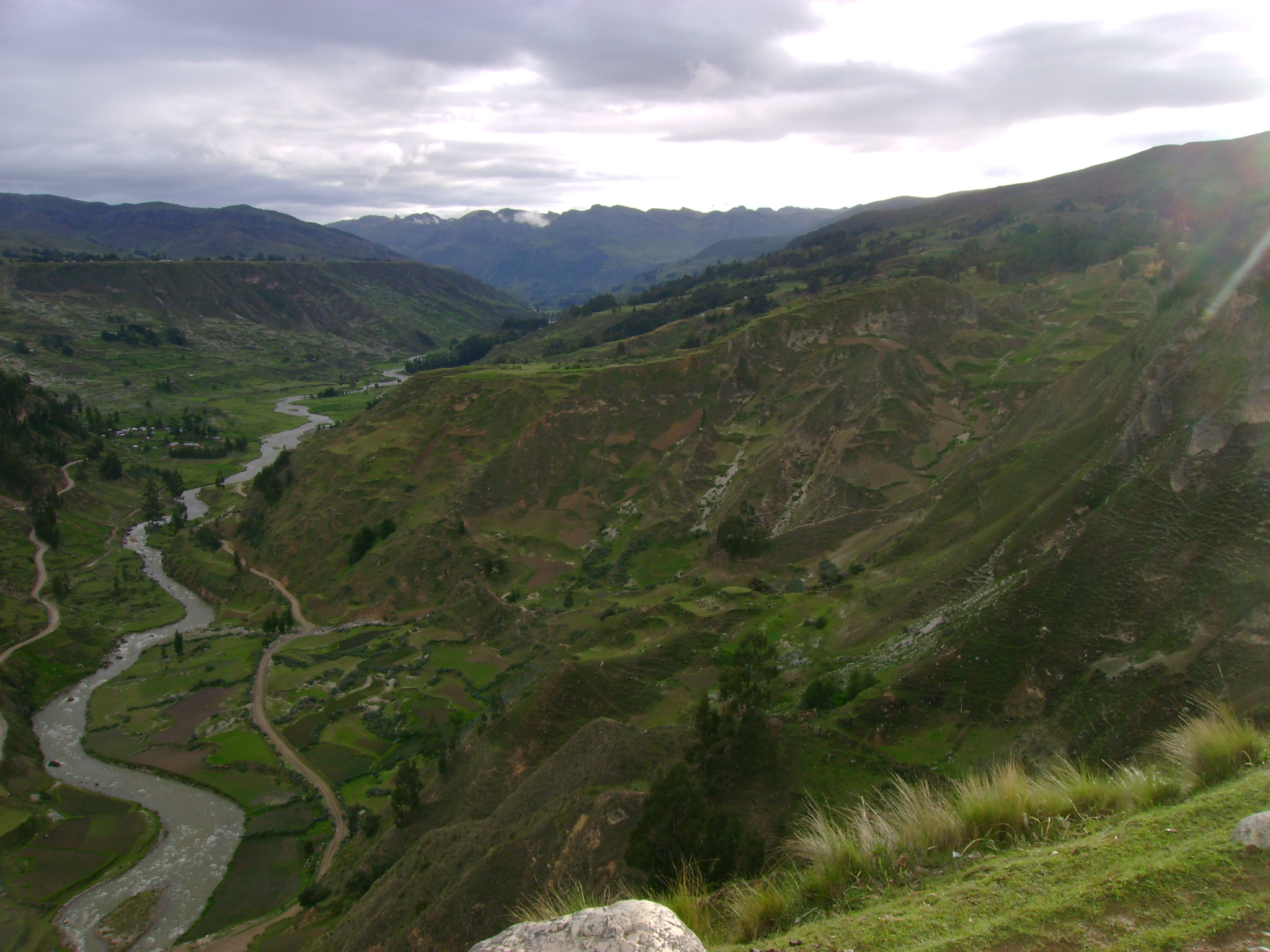
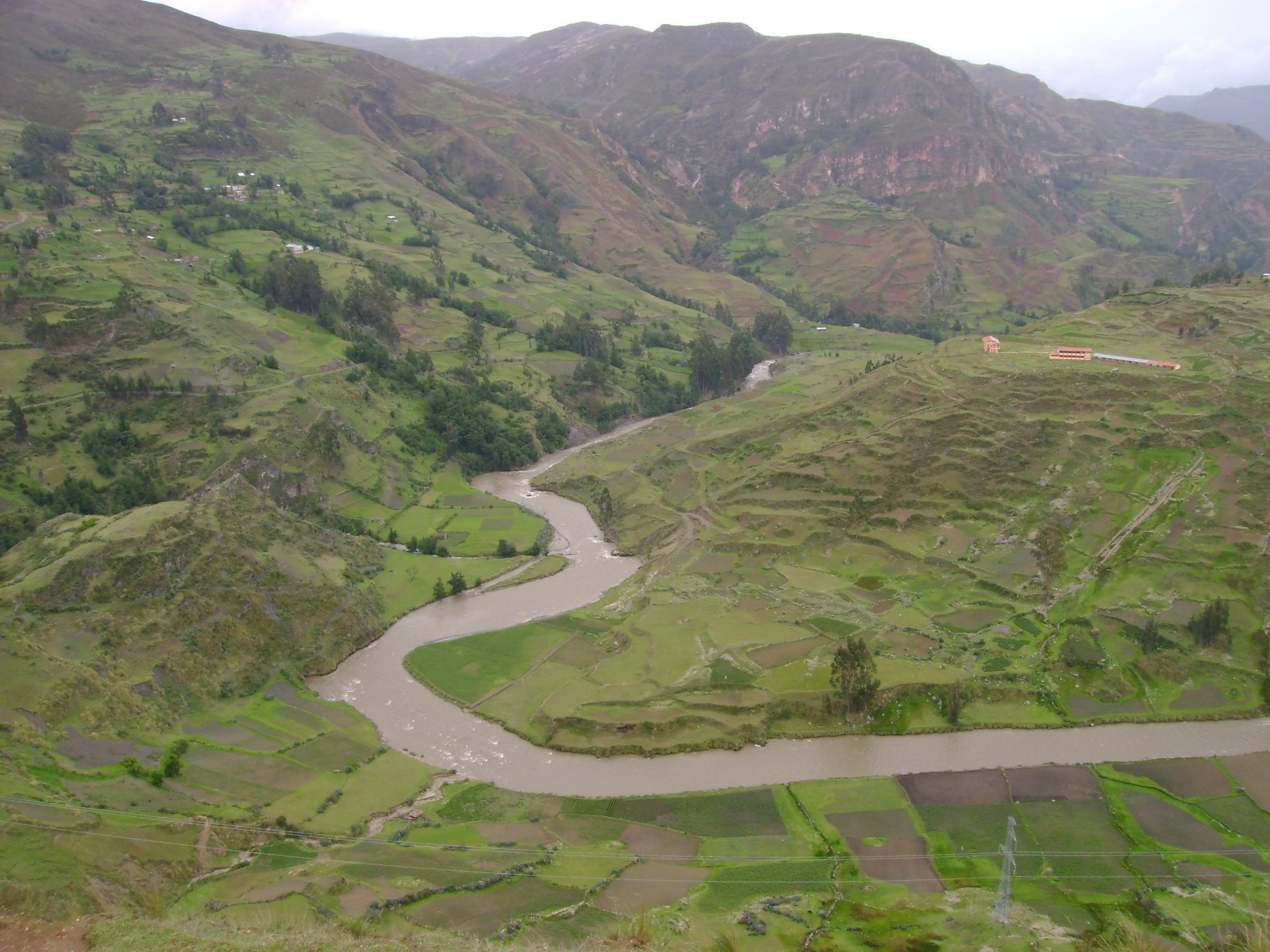
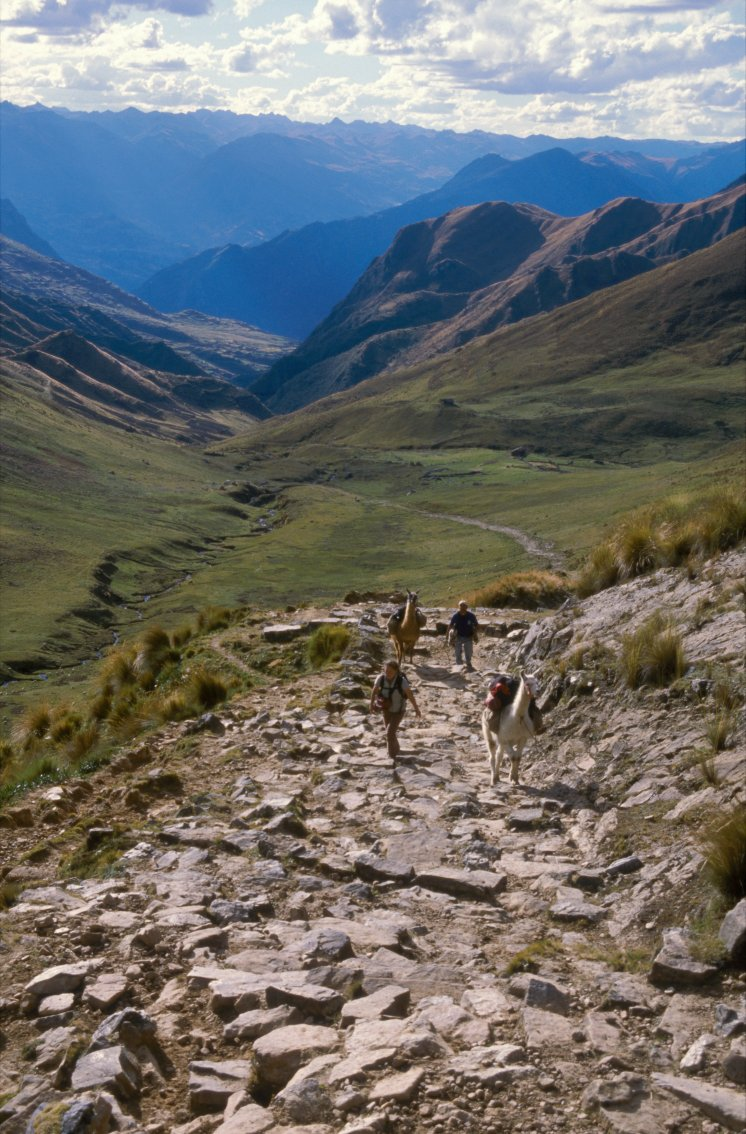
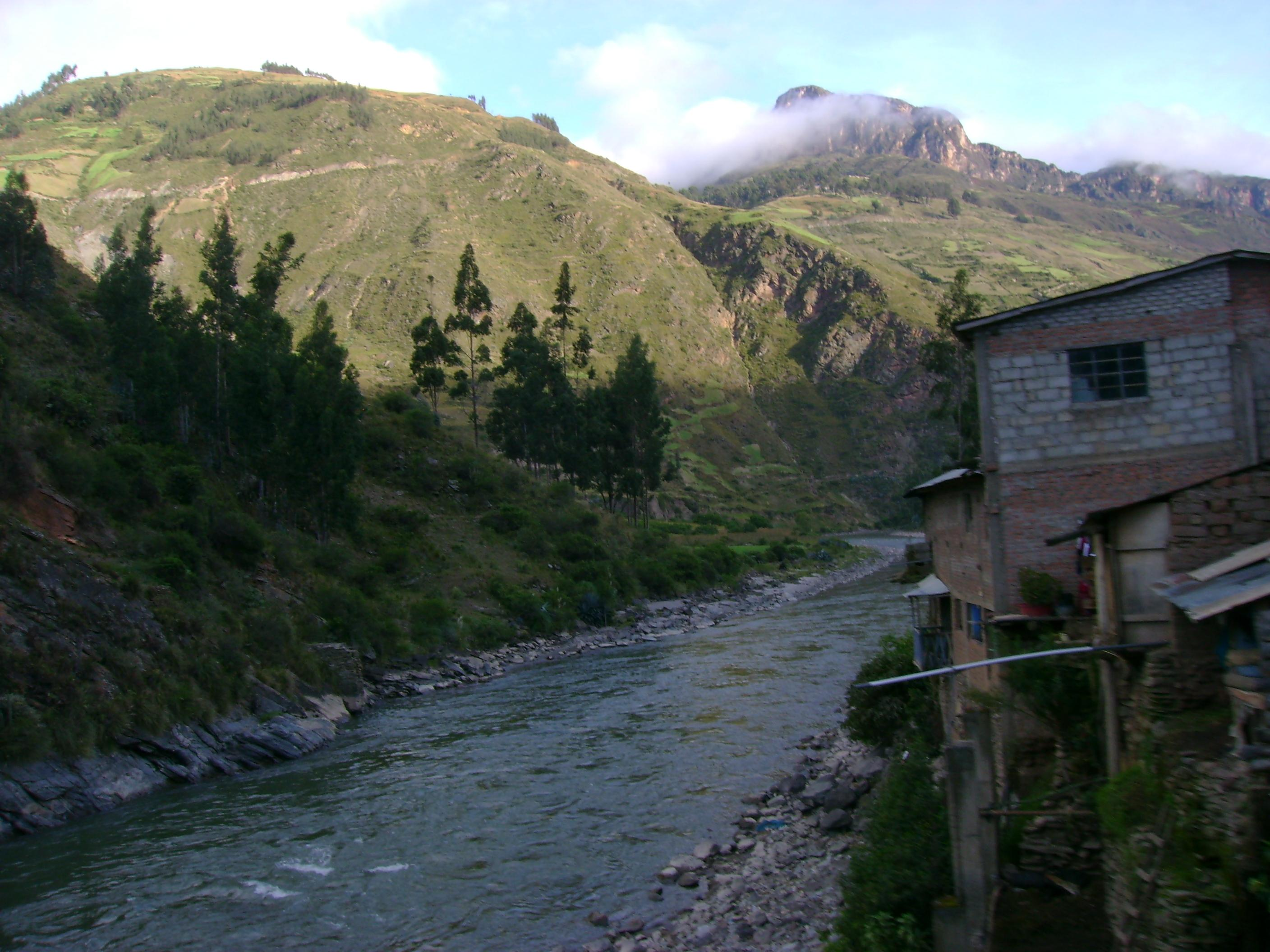
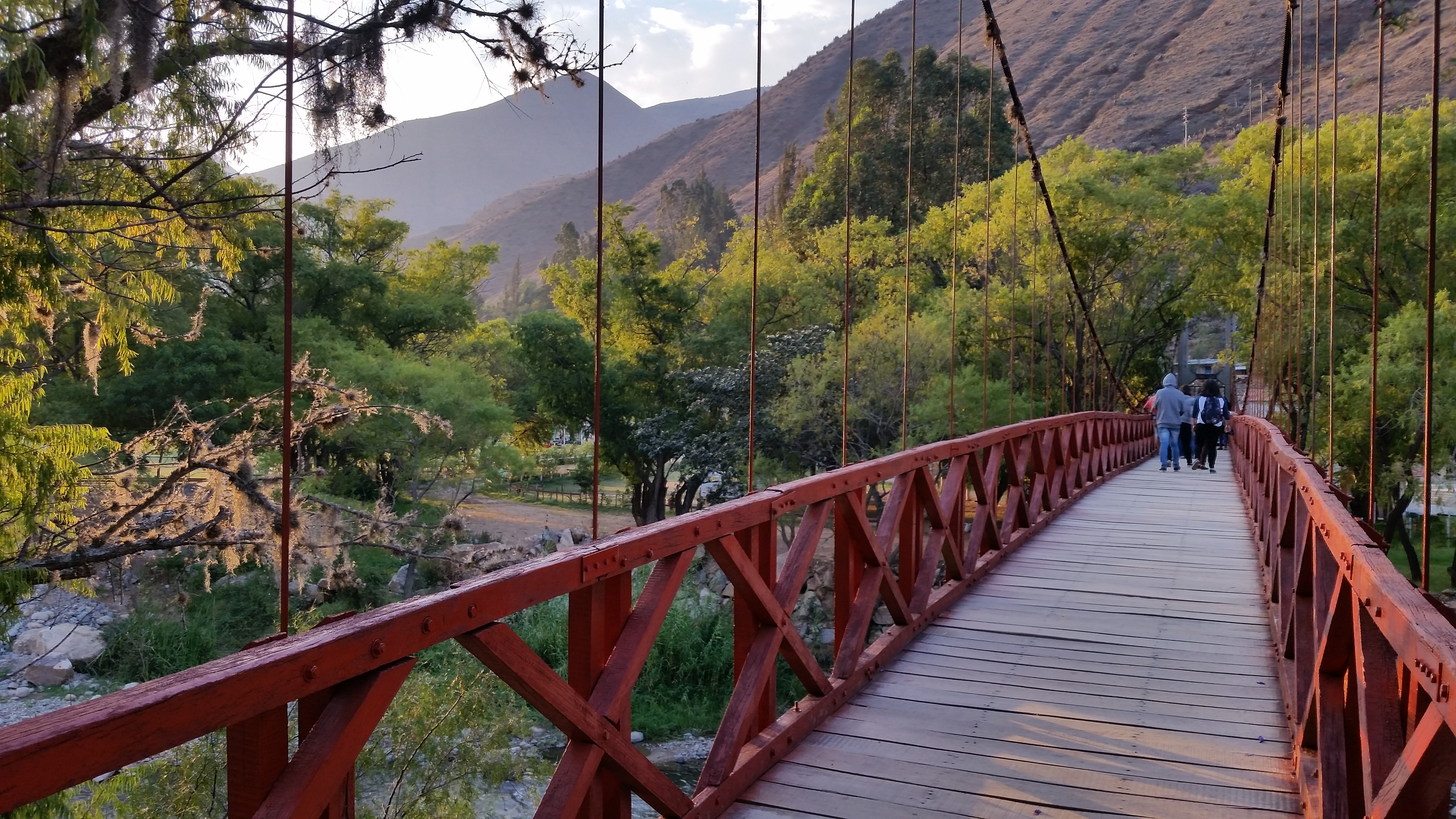
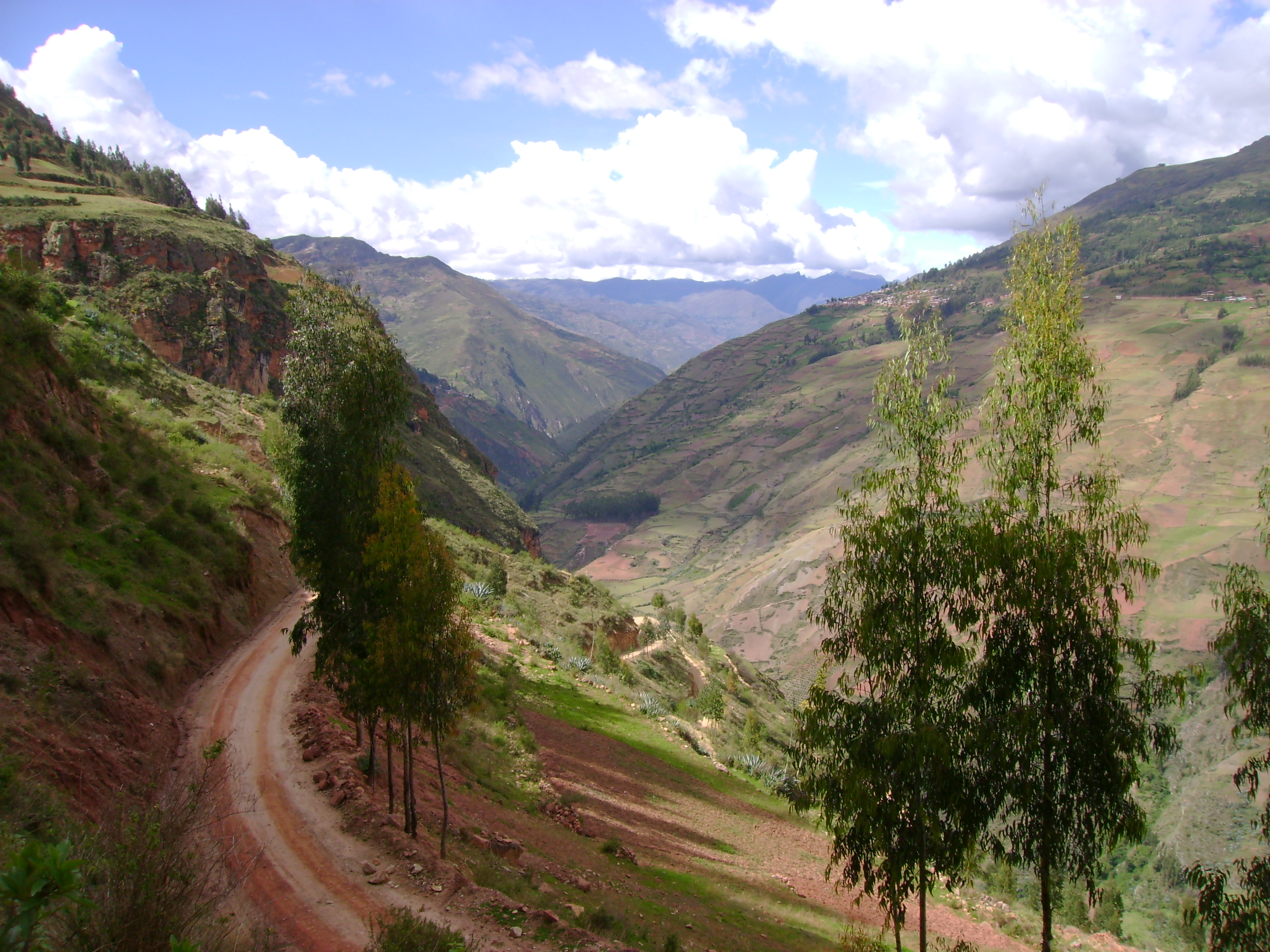
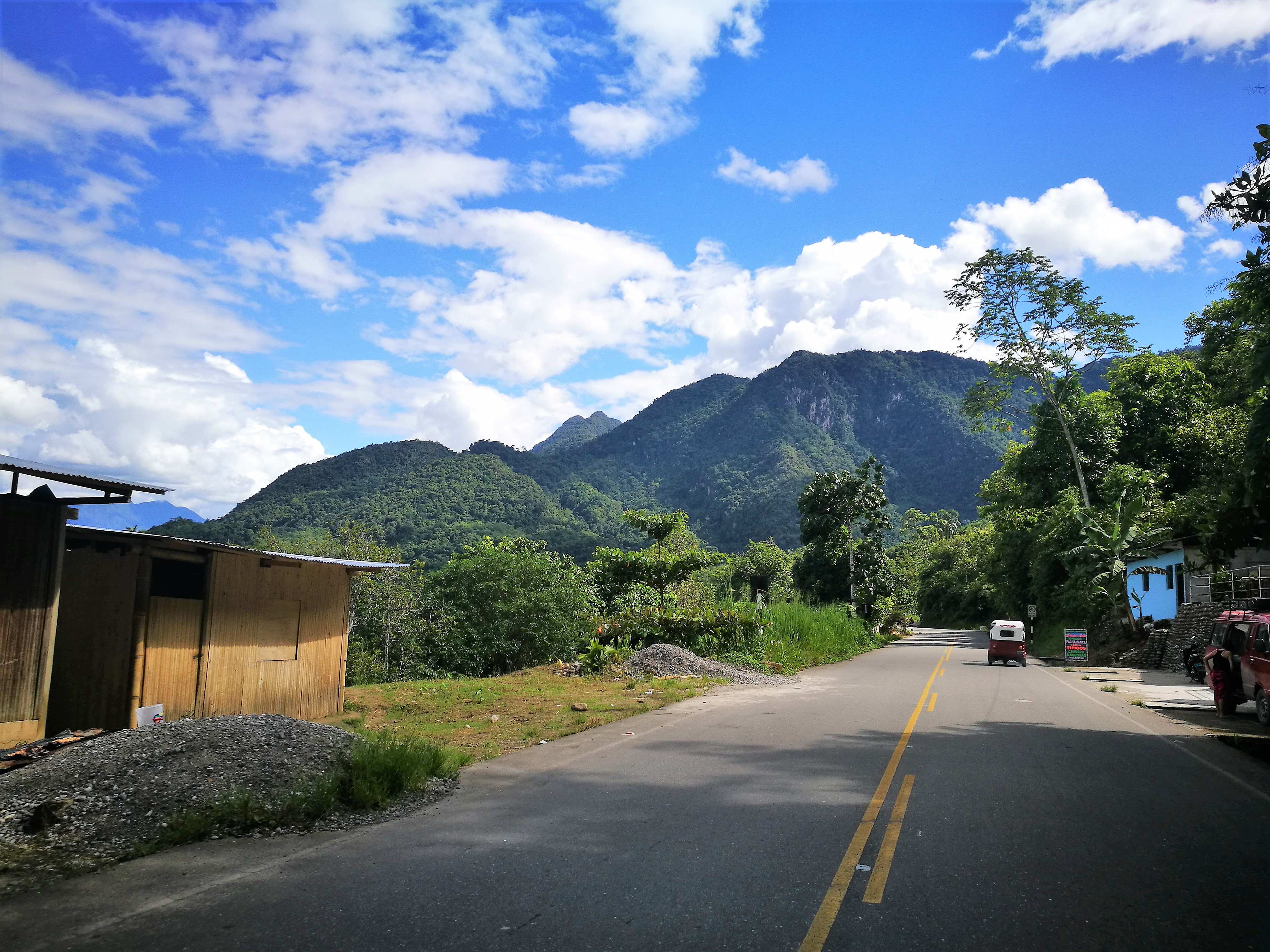
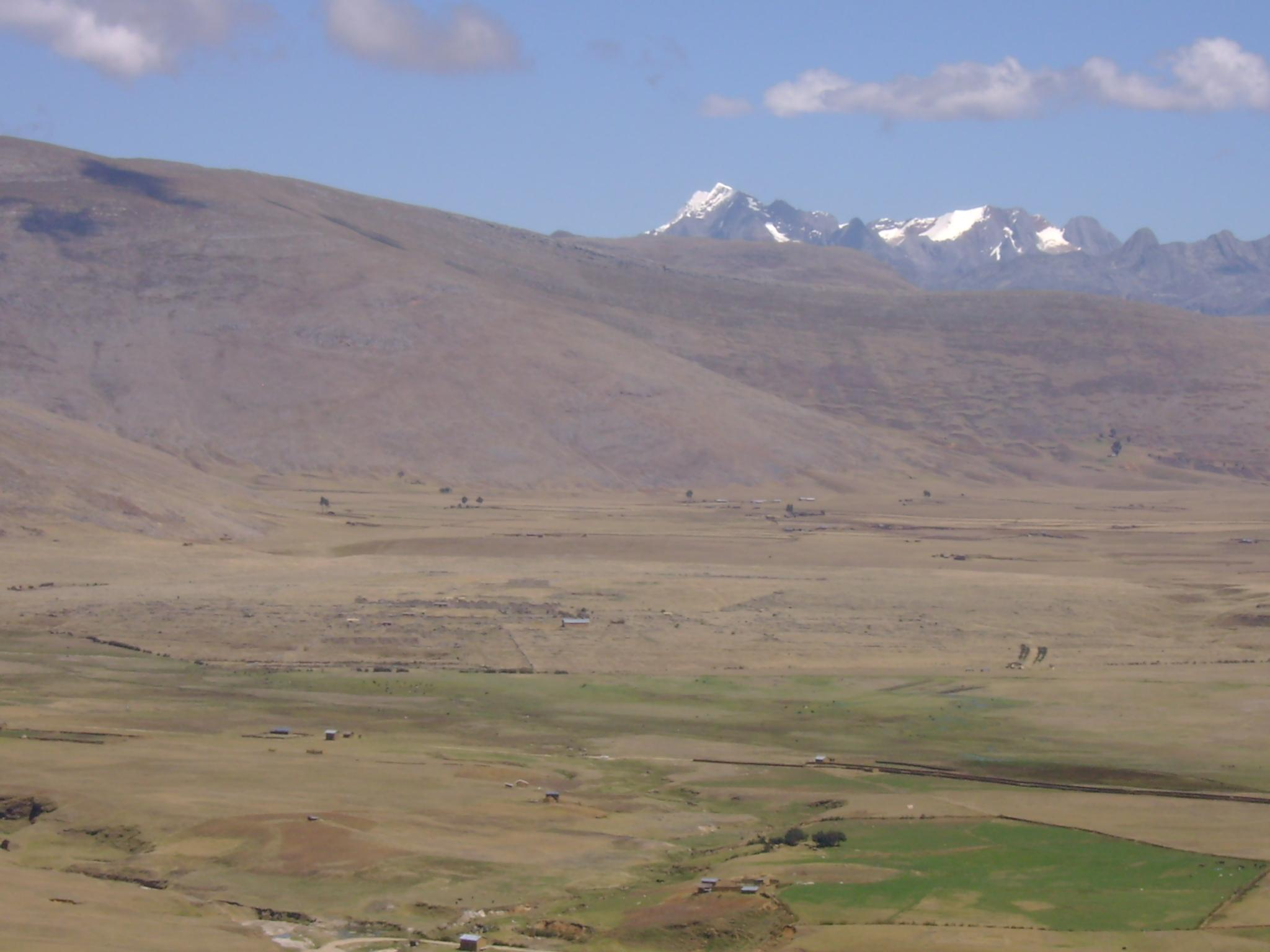
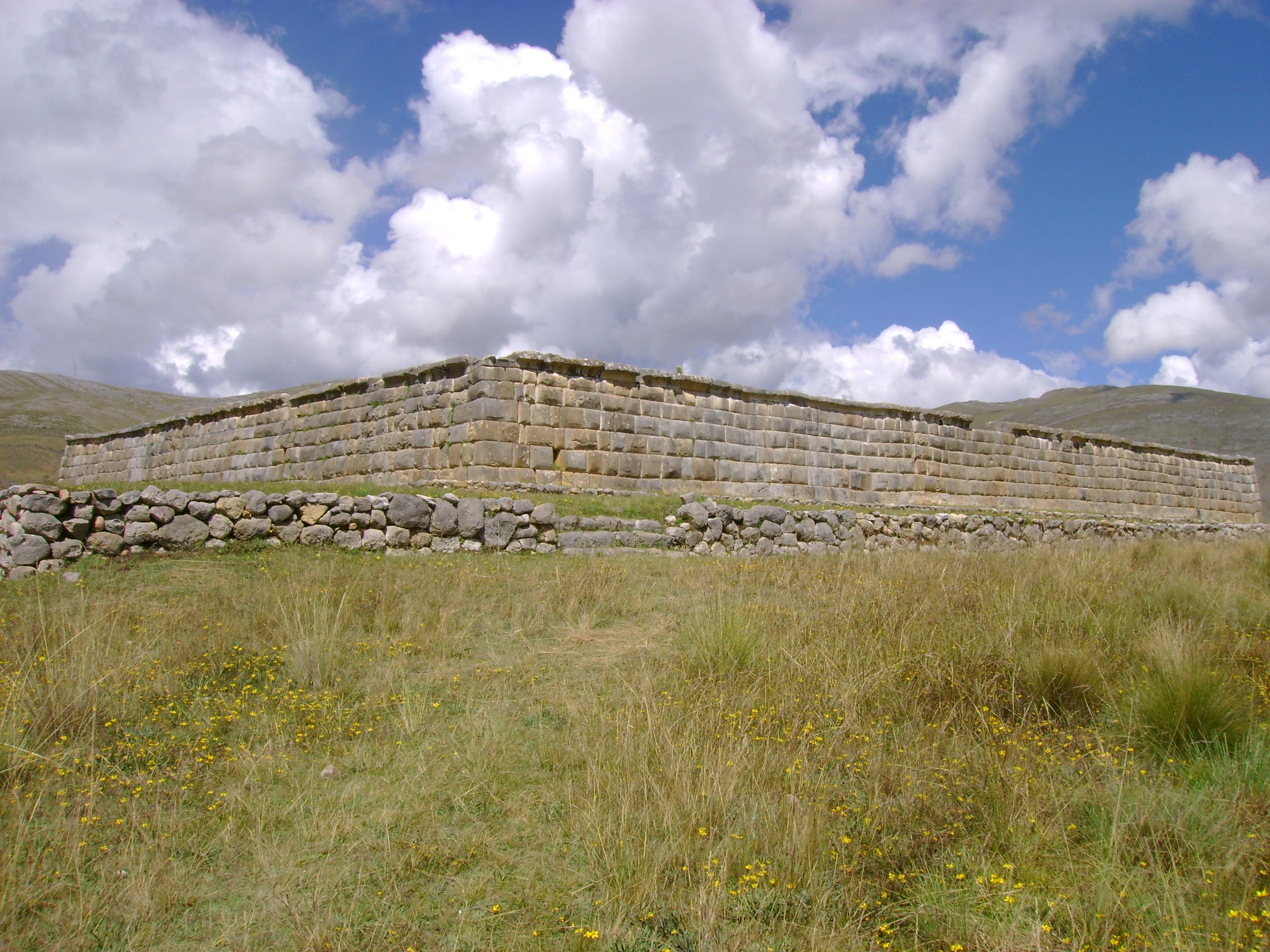
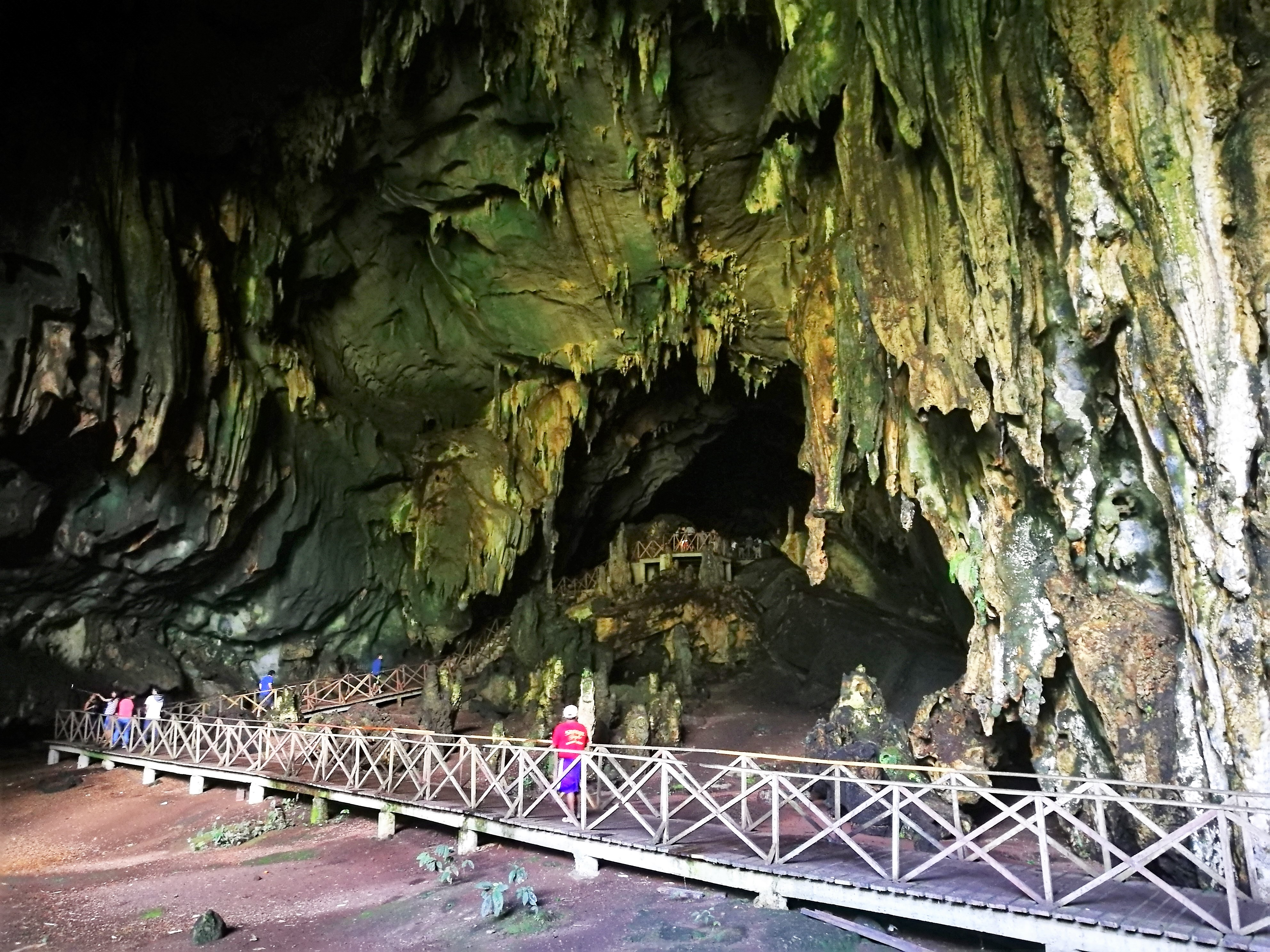
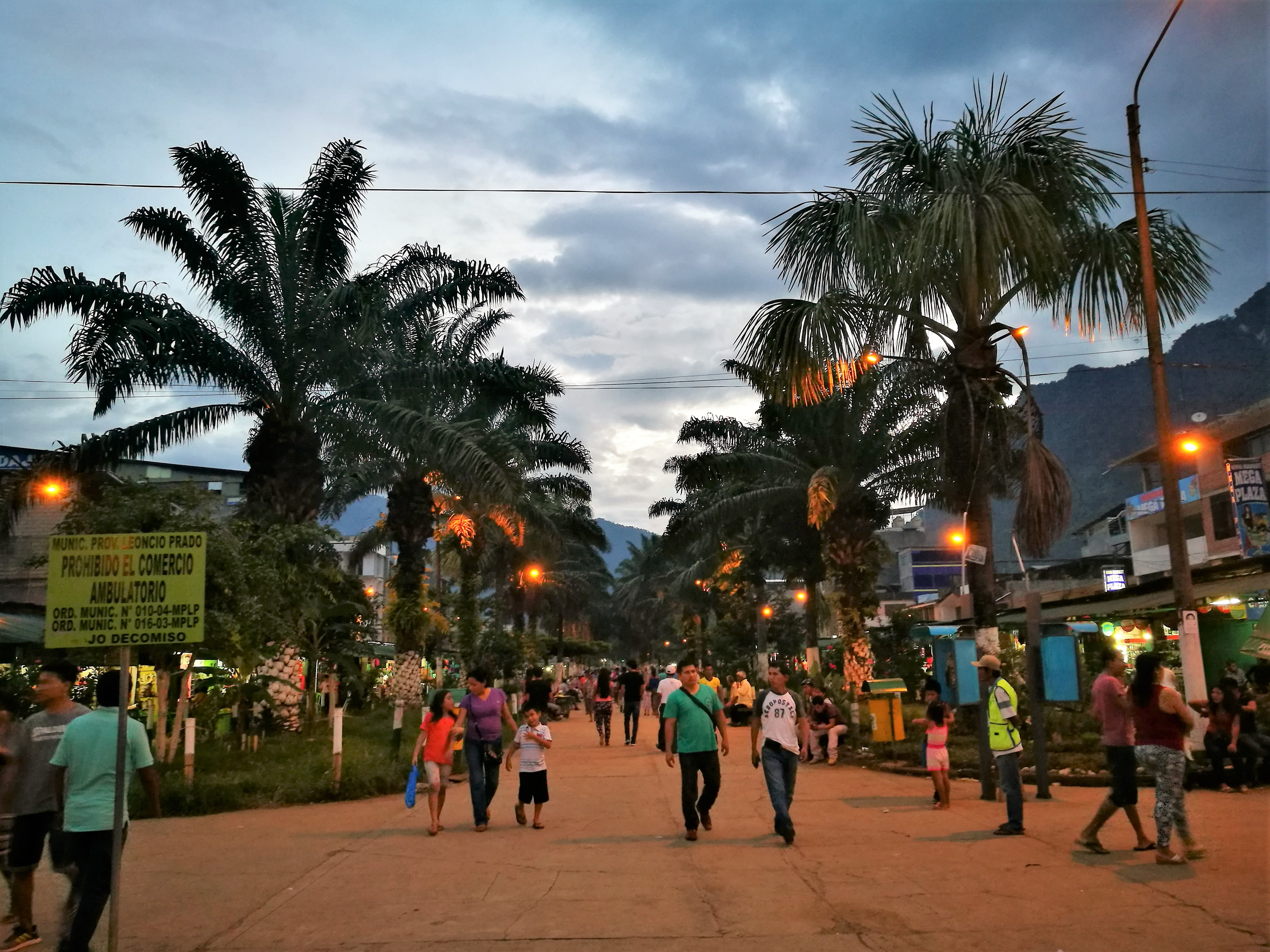
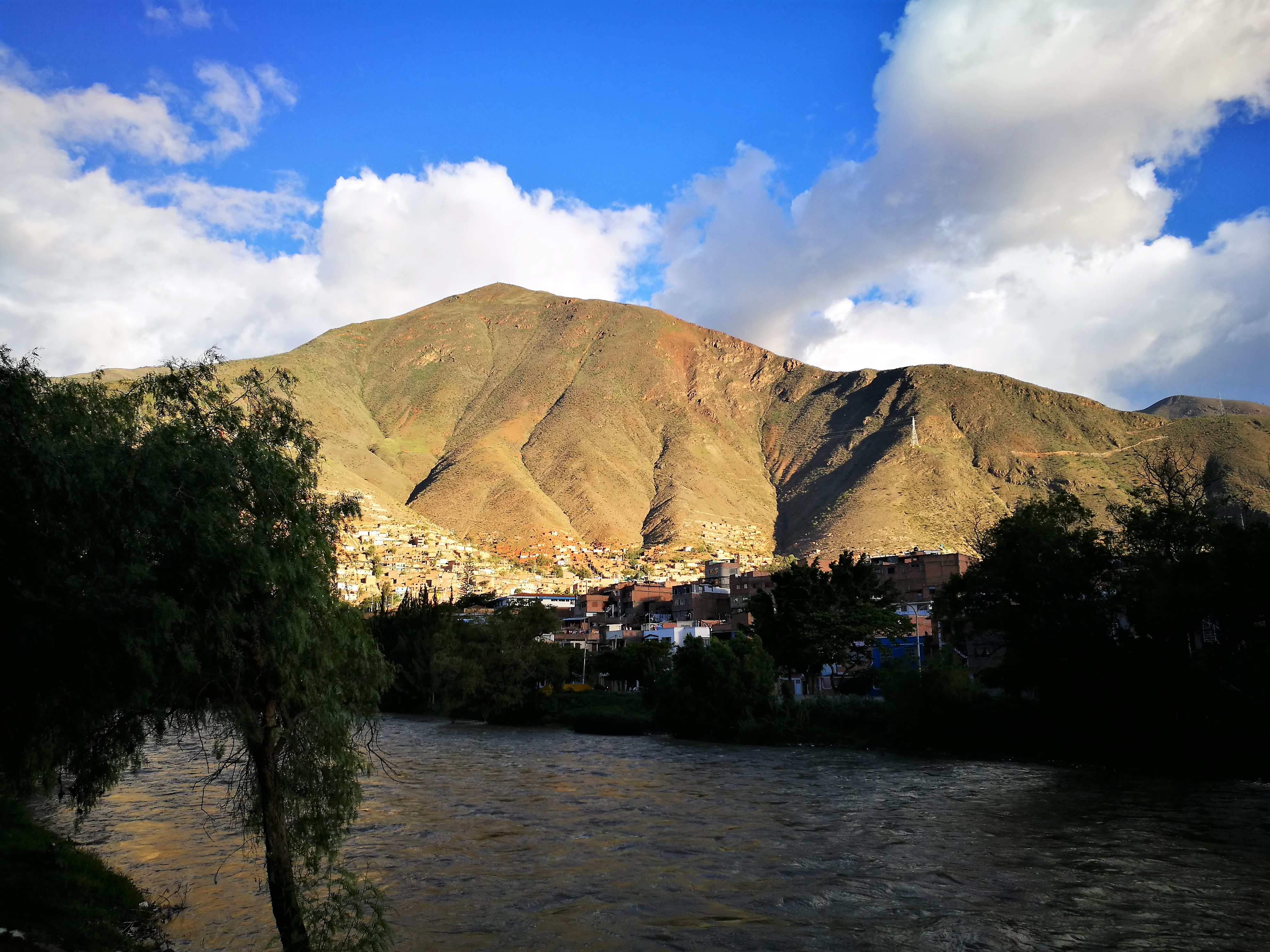
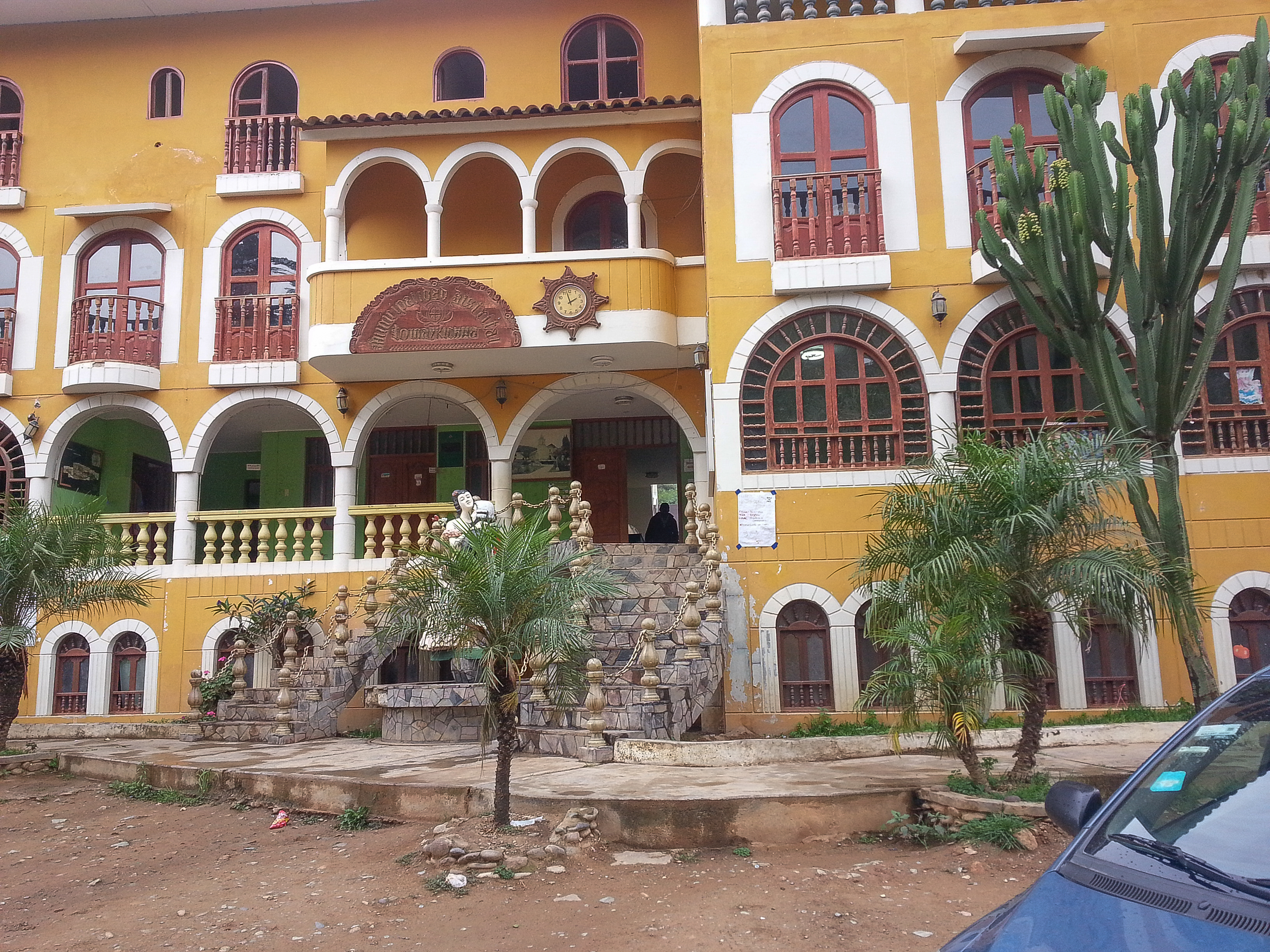
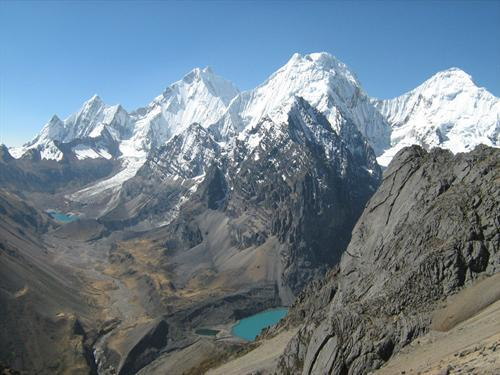
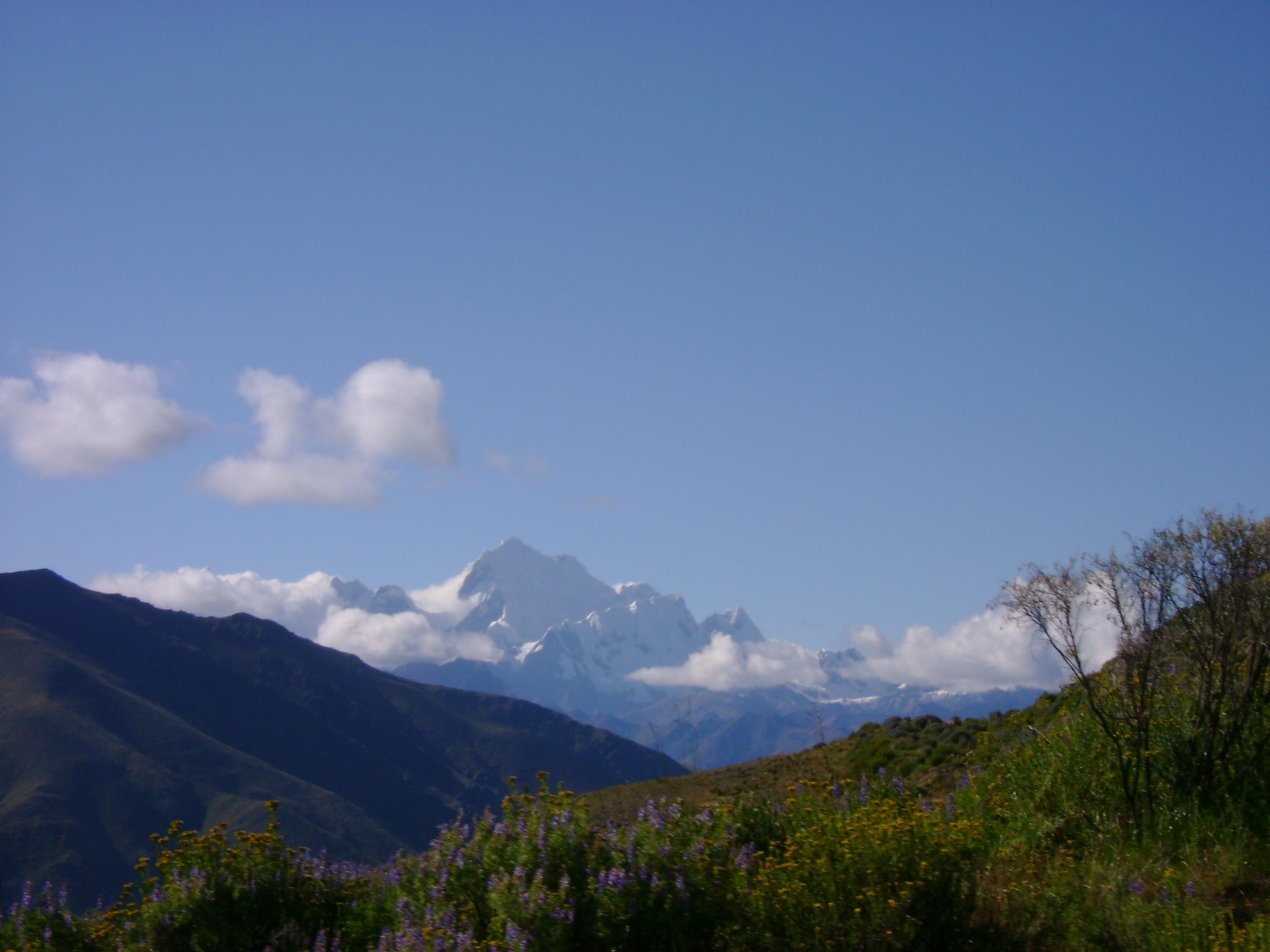
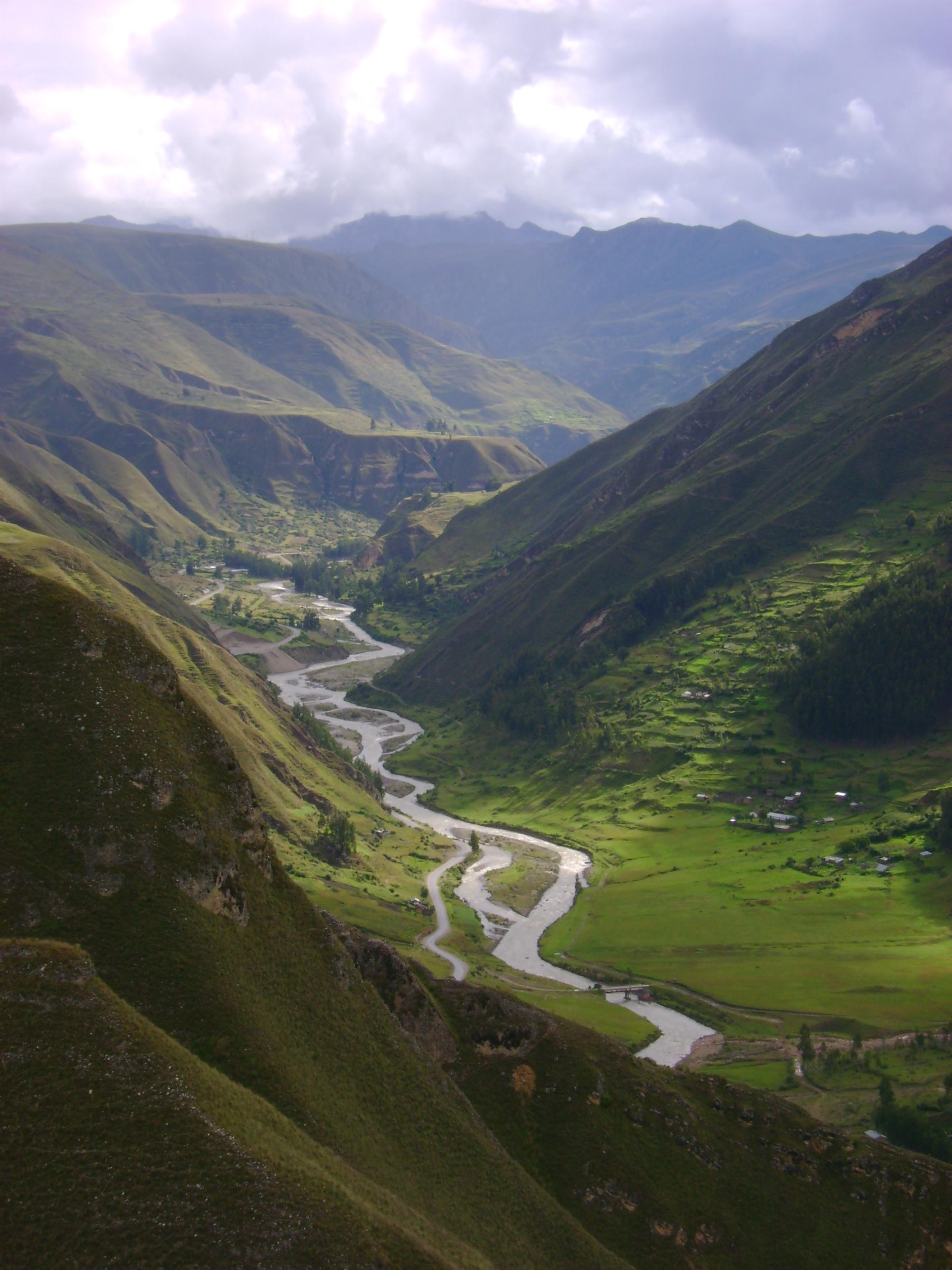

## Административное деление
В административном отношении делится на 11 провинций, которые в свою очередь образуют 77 районов. Провинции включают:
| №  | Провинция                     | Административный центр    | Население (2017) | Карта провинции |
| -- | ----------------------------- | ------------------------- | ---------------- | --------------- |
| 1  | Амбо (Ambo)                   | Амбо (Ambo)               | 50 880           |                 |
| 2  | Дос-де-Майо (Dos de Mayo)     | Ла-Унион (La Unión)       | 33 258           |                 |
| 3  | Уакайбамба (Huacaybamba)      | Уакайбамба (Huacaybamba)  | 16 551           |                 |
| 4  | Уамальес (Huamalíes)          | Льята (Llata)             | 52 039           |                 |
| 5  | Уануко (Huánuco)              | Уануко (Huánuco)          | 293 397          |                 |
| 6  | Лаурикоча (Lauricocha)        | Хесус (Jesús)             | 18 913           |                 |
| 7  | Леонсио-Прадо (Leoncio Prado) | Тинго-Мария (Tingo María) | 127 793          |                 |
| 8  | Мараньон (Marañón)            | Уакрачуко (Huacrachuco)   | 26 622           |                 |
| 9  | Пачитея (Pachitea)            | Панао (Panao)             | 49 159           |                 |
| 10 | Пуэрто-Инка (Puerto Inca)     | Пуэрто-Инка (Puerto Inca) | 32 538           |                 |
| 11 | Яровилька (Yarowilca)         | Чавинильо (Chavinillo)    | 19 897           |                 |